# Grupa 1 karcynogenów wg IARC

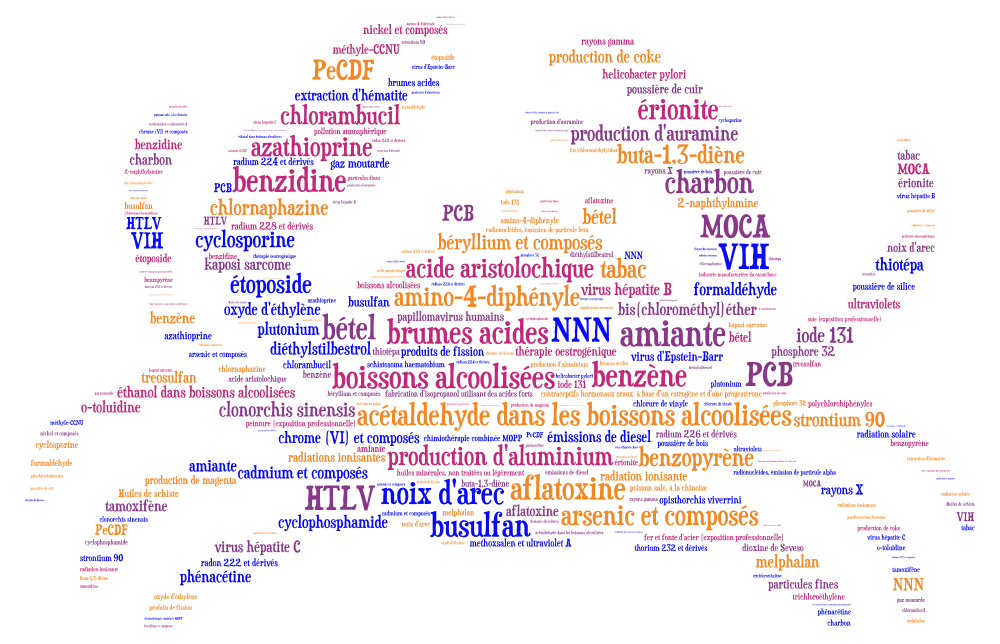
Kancerogeny

Grupa 1 karcynogenów wg IARC – czynnik, mieszanina i okoliczności sklasyfikowane przez Międzynarodową Agencję Badań nad Rakiem (IARC) jako rakotwórcze dla ludzi. Wyjątkowo czynnik (mieszanina) może zostać umieszczony w tej kategorii, gdy dowody potwierdzające rakotwórczość u ludzi są niewystarczające, jednak istnieją wytaczające dowody rakotwórczości u zwierząt doświadczalnych, mechanizm rakotwórczości jest znany, a także jest pewność, że człowiek ma kontakt z danym czynnikiem. 

## Podział karcynogenów

### Czynniki zakaźne

#### Wirusy
- Ludzki wirus niedoboru odporności, typ 1 (HIV-I)
- Human T-cell lymphotropic virus, typ 1 (HTLV-I)
- Wirus brodawczaka ludzkiego (HPV), typy 16, 18, 31, 33, 35, 39, 45, 51, 52, 56, 58, 59 i 66
- Wirus zapalenia wątroby typu B (WZW B; przewlekłe zakażenie)
- Wirus zapalenia wątroby typu C (WZW C; przewlekłe zakażenie)
- Human herpesvirus 8(inne języki) (Kaposi sarcoma-associated herpesvirus)
- Wirus Epsteina-Barr

#### Bakterie
- Helicobacter pylori

#### Przywry
- Przywra chińska
- Opisthorchis viverrini
- Przywra krwi

### Substancje chemiczne
- 2-Naftyloamina
- Aldehyd octowy – związany ze spożywaniem napojów alkoholowych
- 4-Aminobifenyl
- Aflatoksyny
- Kwasy arystolochowe
- Arsen i jego związki nieorganiczne
- Azbest
- Azatiopryna
- Benzen
- Benzydyna
- Benzo(a)piren
- Beryl i jego związki
- Karbadoks(inne języki)
- Chloronafazyna(inne języki)
- Eter bis(chlorometylowy)(inne języki)
- Eter chlorometylowo-metylowy(inne języki)
- 1,3-Butadien
- Busulfan
- Kadm i związki kadmu
- Chlorambucyl
- Semustyna(inne języki)
- związki chromu(VI)
- Cyklosporyna
- Cyklofosfamid
- 1,2-Dichloropropan(inne języki)
- Dietylostylbestrol
- Etanol w napojach alkoholowych
- Erionit(inne języki)
- Tlenek etylenu
- Etopozyd sam oraz w połączeniu z cisplatyną i bleomycyną
- Fluoro-edenit
- Aldehyd mrówkowy (formaldehyd)
- Arsenek galu
- Lindan
- Melfalan
- metoksalen(inne języki) w połączeniu z promieniowaniem UVA
- 4,4'-Metylenobis(2-chloroanilina)(inne języki) (MOCA)
- MOPP(inne języki) i inne złożone chemioterapeutyki, w tym substancje alkilujące
- Iperyt siarkowy (iperyt, gaz musztardowy)
- 2-Naftyloamina
- Związki niklu
- 4-(N-Nitrozometyloamino)-1-(3-piridylo)-1-butanon(inne języki) (NNK)
- N-Nitrozonornikotina(inne języki) (NNN)
- Polichlorowane dibenzo-p-dioksyny (dioksyny)
- Polichlorowane bifenyle
- Pentachlorofenol(inne języki)
- Promieniowanie neutronowe
- Tamoksyfen
- 2,3,7,8-Tetrachlorodibenzodioksyna (TCDD)
- Tiotepa (N,N'N'-trietylenetiofosforamid)
- Izotop toru-232 i produkty jego rozpadu, podawane dożylnie w postaci koloidalnej dyspersji tlenku toru(IV)-232
- Treosulfan(inne języki)
- Trichloroeten
- o-Toluidyna
- Chlorek winylu

#### Czynniki fizyczne
- Fosfor-32, jako fosforan
- Pluton
- promieniotwórcze izotopy jodu o krótkim czasie życia, w tym jod-131(inne języki) z awarii reaktorów jądrowych i eksplozji jądrowych (ekspozycja w dzieciństwie)
- Produkty rozpadu jądrowego, w tym stront-90(inne języki)
- izotopy promieniotwórcze emitujące promieniowanie α, wewnątrz organizmu
- izotopy promieniotwórcze emitujące promieniowanie β, wewnątrz organizmu
- Rad-224 i produkty jego rozpadu
- Rad-226(inne języki) i produkty jego rozpadu
- Rad-228(inne języki) i produkty jego rozpadu
- Radon-222(inne języki) i produkty jego rozpadu
- Pył krzemionkowy, kryształy (wdychany w postaci kwarcu lub krystobalitu – czynnik ryzyka zawodowego)

### Złożone czynniki
- Zanieczyszczenie powietrza
- Pyły zawieszone w powietrzu (aerozole atmosferyczne)

### Promieniowanie
- Promieniowanie jonizujące (wszystkie typy)
  - Promieniowanie ultrafioletowe (długość fali 100–400 nm, obejmuje UVA, UVB, i UVC) także promieniowanie słoneczne
  - Promieniowanie rentegnowskie i gamma
  - Promieniowanie neutronowe

### Mieszaniny
- Aflatoksyny (jego naturalnie występujące mieszaniny)
- Napoje alkoholowe
- Orzech arekowy(inne języki)
- betel z tytoniem lub bez tytoniu
- Smoła pogazowa, pak węglowy
- Węgiel, emisje wewnątrz budynków ze spalania w gospodarstwach domowych
- Spaliny z silnika Diesla
- Hormonalna terapia zastępcza w menopauzie
- Dwuskładnikowy środek antykoncepcyjny doustny(inne języki)
- Pył skórzany
- Olej mineralny, nieprzetworzony lub lekko przetworzony
- Farby zawierające benzen
- Fenacetyna, w mieszankach przeciwbólowych
- Rośliny zawierające kwasy arystolochowe(inne języki)
- Polichlorowane bifenyle (dioksynopodobne)
- Mięso przetworzone(inne języki)
- Solona ryba wg receptury chińskiej(inne języki)
- Oleje z łupków bitumicznych
- sadza (czynnik ryzyka zawodowego kominiarzy)
- pył drzewny

### Zespół czynników narażenia
- Piec Achesona, narażenie zawodowe
- Opary mocnych kwasów nieorganicznych
- hutnictwo aluminium
- produkcja auraminy
- naprawa i produkcja obuwia (pył skórzany i benzen)
- kominiarstwo (sadza)
- Gazyfikacja węgla
- destylacja smoły pogazowej
- produkcja koksu
- Produkcja mebli i szafek (pył drzewny)
- Wydobywanie hematytu (kopalniane) z ekspozycją na radon
- hutnictwo stali i żelaza (ryzyko zawodowe)
- produkcja izopropanolu z wykorzystaniem mocnych kwasów
- hutnictwo szkła
- produkcja fuksyny
- malarstwo (benzen)
- kontakt z emulsją smołową i smołą
- przemysł gumowy
- piaskowanie (pył krzemionkowy)
- tytoń o wykorzystaniu innym niż palenie
- bierne palenie tytoniu
- palenie tytoniu
- kontakt z promieniowaniem UV w solarium
- spawanie